# كريس براون (لاعب هوكي الجليد)
كريس براون (بالإنجليزية: Chris Brown)‏ (و. 1991  م) هو لاعب هوكي الجليد أمريكي، ولد في فلاور، مركز لعبه هو وسط ‏.

## التعليم
تعلم في جامعة ميشيغان
.

## روابط خارجية
- كريس براون على موقع دوري الهوكي الوطني (الإنجليزية)
- كريس براون على موقع EliteProspects.com (الإنجليزية)
- كريس براون على موقع HockeyDB.com (الإنجليزية)
- كريس براون على موقع Hockey-Reference.com (الإنجليزية)